# Erima fasciata
Erima fasciata är en tvåvingeart som beskrevs av Kertesz 1899. Erima fasciata ingår i släktet Erima och familjen daggflugor. Inga underarter finns listade i Catalogue of Life.